# Břehyňský potok
Břehyňský potok je pravostranný přítok Robečského potoka, resp. Máchova jezera v okrese Česká Lípa v Libereckém kraji. Délka toku činí 9,18 km. Plocha povodí měří 33,47 km².

## Průběh toku
Potok pramení v borových lesích severovýchodně od města Doksy pod Zlatým vrchem (324 m n. m.). Po asi 2 km se vlévá do Břehyňského rybníka, součásti národní přírodní rezervace Břehyně - Pecopala. Tento rybník je napájen i dalšími přítoky, např. Bělokamennou strouhou. V hrázi rybníka je do pískovcové skály uměle vytesaná průrva, která odvádí vodu Břehyňského potoka přes lužní lesík východním směrem do 1,8 km vzdáleného Máchova jezera. Potok napájí jihovýchodní, tzv. Břehyňskou zátoku Máchova jezera. V této oblasti se také nachází bažinaté rašeliniště národní přírodní památky Swamp. Ve vodách Máchova jezera končí potok pod jménem Břehyňský a dál pokračuje pod jménem Robečský potok.

## Variace názvů
V roce 1460 je potok v privilegiu Jiřího z Poděbrad pro město Doksy pojmenován Rohlevkou. V městské knize, v záznamech týkajících se let 1620 a 1639 byl nazván Rolívka. Rolívka je uvedena i na německy popsané mapě z roku 1766.
Některé nové zdroje uvádějí název potoka jako Robečský. Většinou se ale Robečským potokem rozumí druhý přítok Máchova jezera, který pramení u obce Okna a ústí do tzv. Dokeské zátoky Máchova jezera. Místně se tento druhý přítok nazývá Dokeský potok, Dokský potok či Okenský potok a Robečským potokem se v tom případě rozumí až odtok z Máchova jezera.

## Vodní režim
Průměrný dlouhodobý roční průtok {\displaystyle Qa} v profilu hráze Břehyňského rybníka činí 0,103 m³/s.

## Mlýny
- Břehyňský mlýn

## Fotogalerie

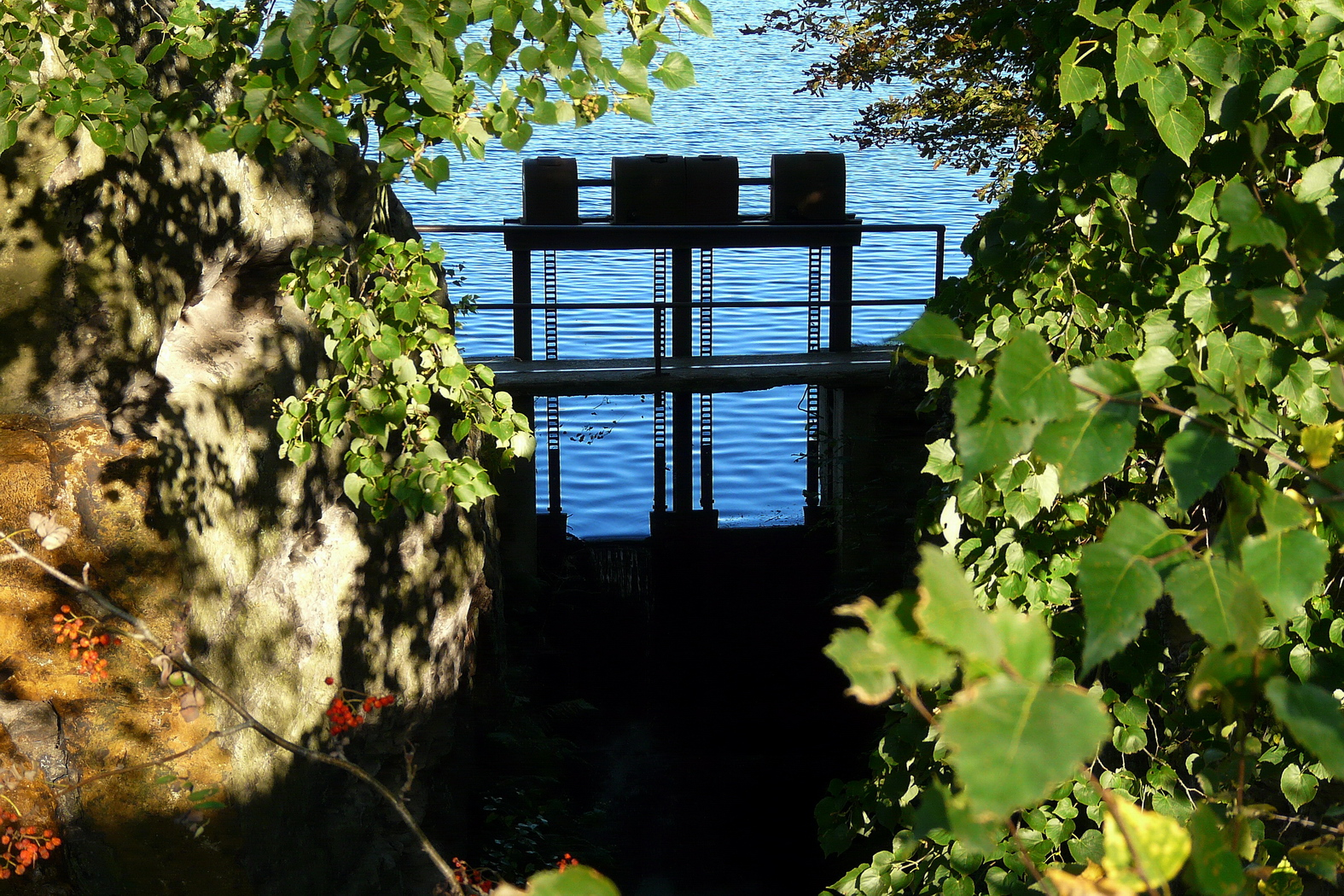
Stavidla Břehyňského rybníka
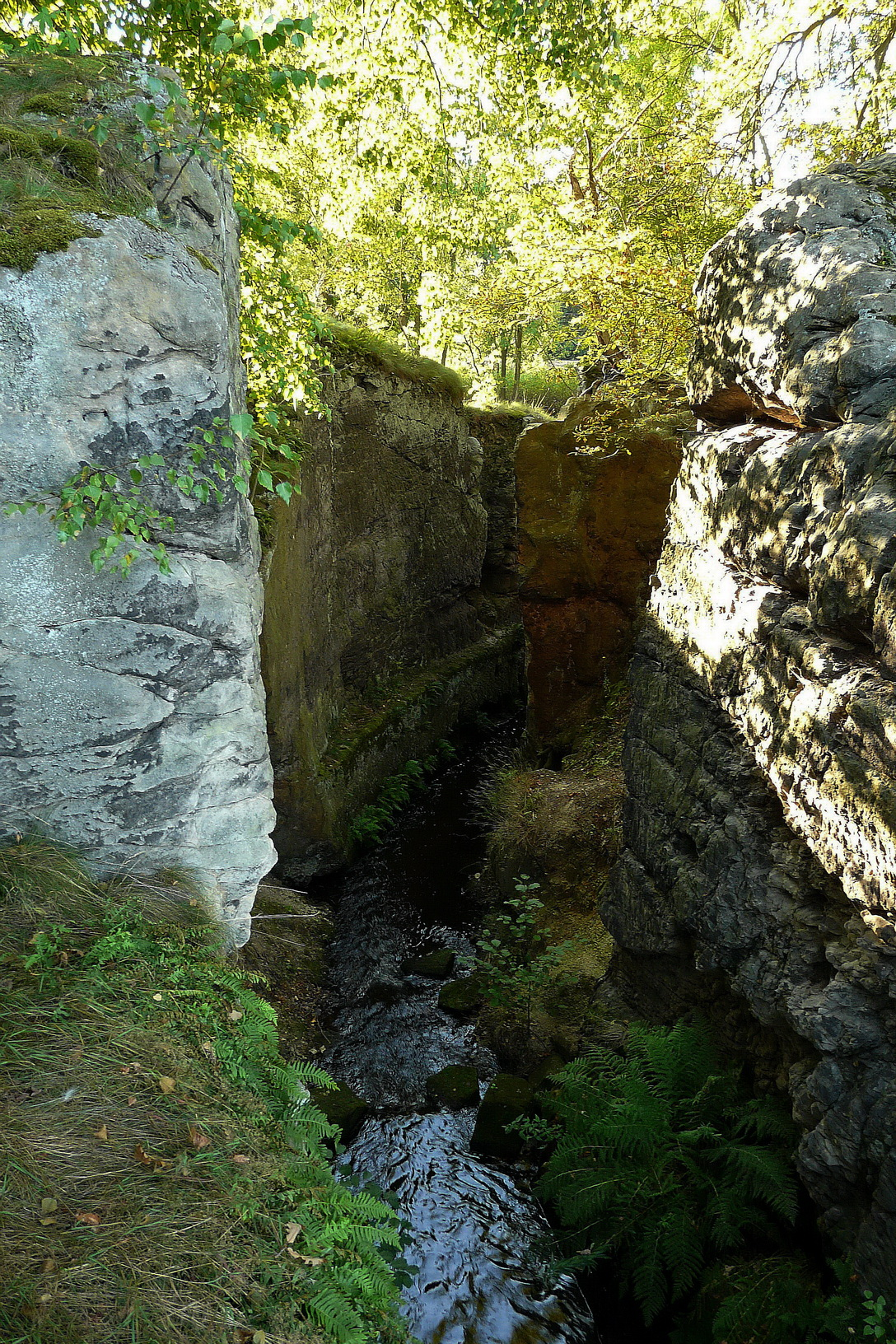
Průrva Břehyňského potoka u Břehyňského rybníka